# Heinrich Hertz (satellite)
Heinrich Hertz ou H2Sat est un satellite de télécommunications allemand en orbite géostationnaire financé par le Centre allemand pour l'aéronautique et l'astronautique, le DLR, et donc le lancement s'est produit le 6 juillet 2023 lors de l'ultime mission d'Ariane 5, VA261.

## Mission
La mission de Heinrich Hertz a plusieurs objectifs ambitieux. L'un d'eux consiste à tester les nouvelles technologies de communication par satellite pour déterminer si elles sont adaptées à l'espace. Les conditions dans lesquelles la technologie doit fonctionner dans l’espace sont très exigeantes : elle est exposée à la chaleur et au froid extrêmes, au vide et à l'impesanteur. Si les composants réussissent ce test sur site (vérification en orbite), ils minimisent le risque de défaillance lors de leur utilisation dans de futures missions par satellite.
Le satellite porte le nom du physicien allemand Heinrich Hertz qui a découvert les ondes radio. Le lancement du développement industriel a lieu en juillet 2017 accusant un retard de 7 ans par rapport à sa planification initiale. Son coût est évalué à 310,5 millions d'euros. Le développement est confié à la société allemande OHB-System, basée à Brême qui est considérée par l'Agence spatiale allemande comme le seul fournisseur de satellite allemand. La mise en orbite de H2Sat doit être confiée à un lanceur européen.

## Plateforme
Le satellite, qui a une masse de 3 400 kg, utilise une plate-forme SGEO (SmallGEO) du programme ARTES de l'Agence spatiale européenne (ESA). Le satellite qui doit être placé en orbite géostationnaire dispose d'une puissance électrique de 6 kW.

## Technologies de démonstration
Au travers de la mission Heinrich Hertz, il est proposé de tester ou qualifier en vol une vingtaine d'équipements et de nouvelles technologies. Le satellite emporte également un système de communications opérationnel pour la Bundeswehr fonctionnant en bande Ka.
Les autres équipements sont, :
- Antennes bande Ka à formation de faisceaux à commande électronique, dédiées aux communications entre satellites.
- Antenne bande Ka à multiples faisceaux pour les communications à large bande à haut débit ou grande capacité de trafic (application multimédia).
- Circuits micro-ondes à base de céramique.
- Antenne réseau utilisant des cristaux liquides.
- Amplificateur miniature bande Ka (tube à ondes progressives) développés par Thales Electron Devices.
- Moteurs plasmiques Hemp-T 3050 (High Efficiency Multistage Plasma Thruster) d'une poussée de 44 millinewtons.